# Carijoa operculata
Carijoa operculata is een zachte koraalsoort uit de familie Clavulariidae. De koraalsoort komt uit het geslacht Carijoa. Carijoa operculata werd in 1961 voor het eerst wetenschappelijk beschreven door Bayer. 